# Wachstum (Mathematik)
|  | Dieser Artikel wurde auf der Qualitätssicherungsseite des Portals Mathematik eingetragen. Dies geschieht, um die Qualität der Artikel aus dem Themengebiet Mathematik auf ein akzeptables Niveau zu bringen. Bitte hilf mit, die Mängel dieses Artikels zu beseitigen, und beteilige dich bitte an der Diskussion! (Artikel eintragen) |

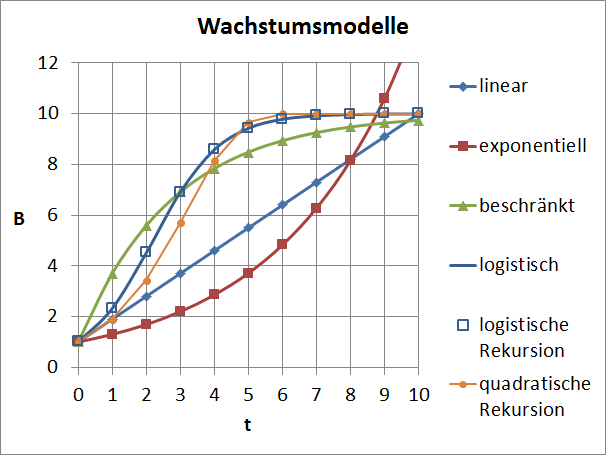

Wachstum bezeichnet die Zunahme einer bestimmten Messgröße im Zeitverlauf. Das Gegenteil von Wachstum ist die Schrumpfung, also die Abnahme einer Messgröße – teilweise auch als Zerfall bezeichnet. In diesem Zusammenhang fällt oft der von der mathematischen Modellierung abgeleitete und umgangssprachlich oft missverstandene Begriff Negativwachstum als Pendant zum (positiven) Wachstum.

## Mathematische Beschreibung
Wachstum ist das zeitliche Verhalten einer System-Messgröße. Zunächst wird zu einem bestimmten Zeitpunkt {\displaystyle t_{1}} der Wert {\displaystyle W_{1}} dieser Größe bestimmt. Zu einem späteren Zeitpunkt {\displaystyle t_{2}} wird wieder der Wert dieser Größe, diesmal {\displaystyle W_{2}}, bestimmt.
Ist dieser zweite Wert größer als der erste, also {\displaystyle W_{2}>W_{1}}, dann spricht man von positivem Wachstum. Das entspricht dem allgemeinen Sprachgebrauch.
Ist der zweite Wert jedoch kleiner als der erste, also {\displaystyle W_{2}<W_{1}}, spricht man von negativem Wachstum, sprich Schrumpfung bzw. Abnahme oder Zerfall.
Mathematisch gesehen ist dies vergleichbar mit dem Begriff der Monotonie als Eigenschaft der Wachstumsfunktion, je nachdem, ob sie (streng) monoton steigt oder fällt.
Im Falle {\displaystyle W_{2}=W_{1}} spricht man von Nullwachstum. Dann ist die Funktion an dieser Stelle „konstant“.

## Darstellung von Wachstumsverhalten
Bei einer großen Menge von Messpunkten werden diese zur Veranschaulichung in einem Diagramm dargestellt. Oft werden die interessierenden Größen nicht kontinuierlich gemessen, sondern liegen nur an äquidistanten Zeitpunkten vor. Das tatsächliche Verhalten zwischen den diskreten, abgetasteten Werten ist genau genommen nicht bekannt und kann nur bei genügend enger Abtastung interpoliert werden.
Folgende Darstellungen können unterschieden werden:
- die Rekursionsformel, die diskrete Werte der Wachstumsfunktion erzeugt.
- die explizite, kontinuierliche Wachstumsfunktion, die den Bestand {\displaystyle B(t)} zu einem beliebigen Zeitpunkt {\displaystyle t} in ihrem Definitionsbereich wiedergibt.
- die Differentialgleichung, die in der hier verwendeten Form die erste Ableitung der Wachstumsfunktion darstellt.

## Wesentliche Begriffe
Im Zusammenhang mit Wachstumsfunktionen sind folgende Begrifflichkeiten relevant:
„Anfangsbestand“ (auch „Anfangswert“) {\displaystyle B(0)}Dieser gibt den Wert des Bestandes {\displaystyle B} zu Beginn der Zeitrechnung an, d. h. für die rekursive Darstellung {\displaystyle t_{0}} und für die diskrete Darstellung {\displaystyle t=0}. Aus funktionstheoretischer Sicht handelt es sich hier um den Schnittpunkt der Wachstumsfunktion mit der y-Achse (Ordinate) – auch als y-Achsenabschnitt bezeichnet.
„Wachstumskonstante“ {\displaystyle k}Dieser Wert gibt Auskunft über das Maß des Wachstums, trägt zur Charakterisierung des jeweiligen Wachstumsmodells bei und besitzt daher jeweils eine unterschiedliche Form. Ihr Vorzeichen hat Einfluss darauf, ob es sich um ein positives oder negatives Wachstum handelt. Ferner gilt: Je höher der Wert der Änderungsrate, desto steiler verläuft die Wachstumsfunktion.
Wachstumsgeschwindigkeit {\displaystyle B'(t)}Bei Wachstumsvorgängen wird die momentane Änderungsrate (Wachstumsrate) so genannt. Sie lässt sich mit Hilfe der ersten Ableitung {\displaystyle B'(t)} der Wachstumsfunktion {\displaystyle B(t)} bestimmen.
Maximale bzw. minimale WachstumsgeschwindigkeitDie maximale bzw. minimale Wachstumsgeschwindigkeit ist durch den Extrempunkt der Wachstumsgeschwindigkeit gegeben. Dieser stellt gleichzeitig einen Wendepunkt der Funktion dar, d. h., hier ändert sich die Krümmung der Funktion. Bei linearem Wachstum existiert kein Extrempunkt. Hier ist die Wachstumsgeschwindigkeit konstant.
Halbwertszeit {\displaystyle t_{H}} bzw. Verdopplungszeit {\displaystyle t_{V}}Die Zeitspanne, nach der sich der Anfangsbestand {\displaystyle B(0)} halbiert bzw. verdoppelt hat.

## Mathematische Wachstumsmodelle
Es werden in der Mathematik im Wesentlichen vier Wachstumsmodelle unterschieden: das lineare, das exponentielle, das beschränkte und das logistische Wachstum.

### Lineares Wachstum

Beispiel von Graphen für lineares positives negatives und Nullwachstum.

Ein Wachstum heißt linear, wenn die Änderungsrate {\displaystyle k} konstant ist.
Bei linearem Wachstum gilt für den Bestand {\displaystyle B(t)} nach {\displaystyle t} Zeitschritten:
- rekursive Darstellung:

{\displaystyle B_{t+1}=B_{t}+k} mit Änderungsrate {\displaystyle k} und Anfangsbestand {\displaystyle B_{0}}
- explizite Darstellung (Wachstumsfunktion):

{\displaystyle B(t)=k\cdot t+B(0)} mit Anfangsbestand {\displaystyle B(0)}
- Differentialgleichung:

{\displaystyle B'(t)=k}

### Exponentielles Wachstum
Ein Wachstum heißt exponentiell, wenn die Änderungsrate {\displaystyle k\cdot B(t)} nicht konstant, sondern proportional zum Bestand {\displaystyle B(t)} ist.
- rekursive Darstellung:

{\displaystyle B_{t+1}=B_{t}+k\cdot B_{t}=(1+k)\cdot B_{t}=a\cdot B_{t}}
({\displaystyle a=1+k} wird als Wachstumsfaktor bezeichnet)
- explizite Darstellung (Wachstumsfunktion):

{\displaystyle B(t)=B(0)\cdot a^{t}=B(0)\cdot (1+k)^{t}=B(0)\cdot e^{{\widehat {k}}\cdot t}\;\textstyle \quad {\text{mit}}\quad {\widehat {k}}=\ln(1+k)}
Die Variable {\displaystyle t} mit der Dimension eins bezeichnet die Dauer des Vorgangs, dividiert durch die Zeitspanne, in welcher der Bestand {\displaystyle B} sich um den Faktor {\displaystyle a} ändert (z. B. Halbwerts- oder Generationszeit).
- Differentialgleichung:

{\displaystyle B'(t)={\widehat {k}}\cdot B(t)}

### Beschränktes Wachstum
Ein Wachstum heißt beschränkt mit der Schranke (auch Kapazität (-sgrenze) bzw. Sättigung (-sgrenze/-swert)) {\displaystyle S}, wenn die Änderungsrate
{\displaystyle B(t+1)-B(t)} bzw. {\displaystyle B'(t)} nicht konstant, sondern proportional zum Sättigungsmanko (auch Restbestand) {\displaystyle S-B(t)} ist. Das beschränkte Wachstum wird teilweise auch als begrenztes Wachstum bezeichnet und lässt sich durch eine Exponentialfunktion beschreiben.
- Rekursive Darstellung:

{\displaystyle B_{t+1}=B_{t}+k\cdot (S-B_{t})=(1-k)\cdot B_{t}+k\cdot S=q\cdot B_{t}+c}
- Explizite Darstellung (Wachstumsfunktion):

{\displaystyle B(t)=S-(S-B(0))\cdot q^{t}=S-(S-B(0))\cdot (1-k)^{t}=S-(S-B(0))\cdot e^{-{\widehat {k}}\cdot t}\;\textstyle \quad {\text{mit}}\quad {\widehat {k}}=-\ln(1-k)}
- Differentialgleichung:

{\displaystyle B'(t)={\widehat {k}}\cdot (S-B(t))={\widehat {k}}\cdot S-{\widehat {k}}\cdot B(t)={\widehat {c}}-{\widehat {k}}\cdot B(t)}

### Logistisches Wachstum

Ein Wachstum heißt logistisch mit der Schranke {\displaystyle S}, wenn die Änderungsrate {\displaystyle B(t+1)-B(t)} bzw. {\displaystyle B'(t)} nicht konstant, sondern proportional zum Produkt aus Bestand und Sättigungsmanko {\displaystyle B(t)\cdot (S-B(t))} ist. Das logistische Wachstum setzt sich prinzipiell aus exponentiellem und beschränktem Wachstum zusammen. Charakteristisch für diese Wachstumsart ist die Trendwende (Wendepunkt der Wachstumsfunktion), die den Übergang vom exponentiellen zum beschränkten Wachstum markiert.
- Rekursive Darstellung:

{\displaystyle B_{t+1}={\frac {B_{t}\cdot S}{B_{t}+(S-B_{t})\cdot e^{-k\cdot S}}}}
- Explizite Darstellung (Wachstumsfunktion):

{\displaystyle B(t)={\frac {B(0)\cdot S}{B(0)+(S-B(0))\cdot e^{-k\cdot S\cdot t}}}=S\cdot {\frac {1}{1+e^{-k\cdot S\cdot t}\left({\frac {S}{B(0)}}-1\right)}}}
- Differentialgleichung:

{\displaystyle B'(t)=k\cdot B(t)\cdot (S-B(t))=k\cdot S\cdot B(t)-k\cdot B(t)^{2}}

- Weitere rekursive Darstellung unter Nutzung des expliziten Eulerverfahrens:

{\displaystyle B_{t+1}=B_{t}+k\cdot B_{t}\cdot (S-B_{t})=(1+k\cdot S)\cdot B_{t}-k\cdot B_{t}^{2}}
Diese Darstellung gibt nicht die exakte Lösung der logistischen Differentialgleichung wieder, da hier nur eine Näherung für die Ableitung der Wachstumsfunktion benutzt wird. Man bezeichnet diese Variante auch als quadratische Rekursion.

### Weitere Wachstumsformen

Verschiedene Arten von Wachstum
Exponentielles Wachstum
Lineares Wachstum
Kubisches Wachstum

Neben den klassischen Wachstumsmodellen gibt es noch weitere Formen, die geeignet sind komplexe Wachstumsprozesse zu beschreiben.

#### Wachstum gemäß einem Potenzgesetz
Wachstumsprozesse lassen sich auch mittels Potenzfunktionen darstellen. Hierzu zählt auch das kubische Wachstum, wie es teilweise zur Modellierung der Entwicklung von Tierbeständen verwendet wird.
Wachstumsfunktion: {\displaystyle B(t)=B(0)\cdot t^{n},\qquad n\in \mathbb {R} }
Der Parameter {\displaystyle n} beeinflusst dabei die Wachstumsgeschwindigkeit des Bestandes.

#### Vergiftetes Wachstum
Hier wird das freie Wachstum eines Bestandes {\displaystyle B} bzw. einer Population mittels eines das Wachstum der Population bremsenden Stoffes gehemmt. Dieser Hemmstoff wird dem Bestand in regelmäßigen Zeitabschnitten zugeführt und ist für die Population giftig. Das vorher ungestörte positive Wachsen kehrt sich in einen negativen Prozess um, der letztlich auf das Aussterben des Bestandes hinausläuft. Dabei reduziert sich der Bestand etwa proportional zur Menge des Hemmstoffes. Beispiele hierzu finden sich u. a. in der Pharmakokinetik wie bei der toxischen Wirkung eines Antibiotikums auf eine Bakterienkultur.
Wachstumsfunktion: {\displaystyle B(t)=B(0)\cdot e^{k\cdot t-{\frac {1}{2}}\cdot c\cdot t^{2}}}
Dabei beschreibt {\displaystyle k} die Wachstumskonstante des Bestandes, während {\displaystyle c} als hemmstoffspezifischer Parameter die Stärke der Giftwirkung auf den Bestand angibt.
Zu dieser Wachstumsform zählt auch das Wachstum mit Selbstvergiftung. Hier wird der Hemmstoff nicht extern zugesetzt, sondern vom Bestand bzw. der Population selbst produziert, wie beispielsweise schädigende Stoffwechselrückstände. Diese Eigenschaft wird u. a. beim Bierbrauen gezielt ausgenutzt.

### Wachstum von Folgen
In diskreter Zeit ablaufende Prozesse werden durch Folgen {\displaystyle (a_{n})_{n\in \mathbb {N} }} beschrieben. Als Wachstumsrate einer Folge bezeichnet man die Äquivalenzklasse der Folge bezüglich der folgenden Äquivalenzrelation: Zwei Folgen {\displaystyle (a_{n})_{n\in \mathbb {Z} }} und {\displaystyle (b_{n})_{n\in \mathbb {Z} }} heißen äquivalent, wenn es eine Konstante {\displaystyle C\in \mathbb {N} } gibt, sodass {\displaystyle a_{n}\leq b_{Cn}} und {\displaystyle b_{n}\leq a_{Cn}} für alle {\displaystyle n\in \mathbb {N} } gilt.
Insbesondere sagt man, eine Folge hat polynomielles Wachstum vom Grad {\displaystyle d}, wenn sie äquivalent zu {\displaystyle a_{n}=n^{d}} ist, und eine Folge hat exponentielles Wachstum, wenn sie äquivalent zu {\displaystyle a_{n}=e^{n}} ist.

## Eigenschaften von Wachstumsprozessen
Wachstum lässt sich zum einen qualitativ anhand seiner Zeitverläufe charakterisieren, wie sie im Diagramm dargestellt sind. Zur quantitativen Beschreibung dient die Einheit der Messgröße des jeweiligen Wachstums.

### Grenzverhalten
Der Verlauf von Wachstumsprozessen kann begrenzt (beschränkt) oder unbegrenzt (unbeschränkt) sein. Bezogen auf die mathematischen Wachstumsmodelle lassen sich das exponentielle und lineare Wachstum einem unbeschränkten Prozess zuordnen, wobei dies eher ein theoretisches Konstrukt der Mathematik darstellt. Alle realen Wachstumsvorgänge unterliegen prinzipiell einer Beschränkung, da die Ressourcen, aus denen sich das Wachstum speist, nicht unbegrenzt vorliegen oder das Wachstum auf andere Weise schon vor dem Erschöpfen der Ressourcen begrenzt wird und einem dynamischen Gleichgewicht zustrebt (zum Beispiel beim Räuber-Beute-System). Ein begrenzter Wachstumsprozess führt aber nicht zwingend zu einer Wachstumsumkehr, sondern erlaubt während der Lebensdauer eines Systems innerhalb seiner Wachstumsgrenzen ein auf Dauer positives Wachstum. Das klassische Beispiel ist die Entropie in geschlossenen Systemen. Die maximale Entropie des Systems ist hier die Wachstumsgrenze.

### Krümmungsverhalten

Beispiel von Graphen für exponentielle positives oder negatives bzw. beschleunigtes oder verzögertes Wachstum

Hier können einerseits lineare Prozesse oder exponentielle Prozesse unterschieden werden. Andererseits lassen sich hier degressive (verzögerte) und progressive (beschleunigte) Wachstumsprozesse einordnen, wobei das Wachstum selbst wiederum positiv oder negativ verlaufen kann. Dies bezieht sich im Wesentlichen auf die Änderung der Wachstumsgeschwindigkeit. Der radioaktive Zerfall ist ein Beispiel für exponentielles, verzögertes, negatives Wachstum.

### Kontinuität
Diese Eigenschaft bezieht sich auf die Art der Messung und die Eigenschaft der Messdaten. Die Messung erfolgt entweder kontinuierlich über die gesamte Zeitdauer oder diskontinuierlich nur zu bestimmten Zeitpunkten. Messdaten können grundsätzlich stetig oder diskret sein.
- Stetige Messdaten haben unendlich viele Resultate. Sie lassen sich als Messgrößen mit einem technischen Gerät messen und werden teilweise auch als physikalische Größe bezeichnet, die bestimmte Maßeinheiten besitzen. Beispiele sind Länge des Schienennetzes (u. a. in Kilometer), Fläche des Regenwaldes (u. a. in Quadratmetern), Volumen der produzierten Milch (u. a. in Liter), Masse (u. a. in Kilogramm), Zeit (u. a. in Sekunde). Während die physikalische Dimension der Messgröße klar festgelegt ist, kann die konkrete Maßeinheit variieren wie z. B. Länge in Zenti- oder Kilometern.
- Diskrete Messdaten haben nur abzählbar viele Resultate. Sie lassen sich zählen und liegen in einer bestimmten, absoluten Anzahl bzw. Menge als ganze Zahl vor. Beispiele sind Anzahl der Bevölkerung eines Landes, Arbeitslosenzahlen, Umsätze eines Produktes.
- Zu den dimensionslosen Messdaten zählen relative Werte (Verhältsniszahlen) wie u. a. die betriebswirtschaftliche Kennzahl, Umsatzrendite sowie der Intelligenzquotient, die Komplexität oder Kapazität. Siehe dazu Internet, Informationsflut

Reale Wachstumsprozesse können eine scheinbare Kontinuität aufweisen. Die Längenzunahme des Menschen während der Wachstumsperiode erfolgt beispielsweise in Schüben.

### Periodizität
Weiterhin besteht eine Eigenschaft von Wachstumsprozessen darin, ob die Messgröße den gesamten Zeitablauf (monoton) wächst bzw. fällt oder einer Periodizität bzw. Schwankung unterliegt, aber eine generelle Tendenz, ein Trend, zum Wachsen bzw. Schrumpfen erkennbar ist wie dies beispielsweise bei der Konjunktur der Fall ist. Schwankungen lassen sich u. a. unterteilen in:
- Periodische Schwankungen (beispielsweise bei Systemen mit Rückkopplung) können ungedämpft, gedämpft oder aufschaukelnd sein.
- Aperiodische Schwankungen, so genannte Fluktuationen, können sich zufallsbedingt oder chaotisch darstellen.

## Anwendungsgebiete

### Biologie
Wachstum stellt in der Biologie eine Bedingung für Leben dar und wird prinzipiell als Größenzunahme eines Organismus durch Neubildung von Körpermasse definiert. Die Evolutionstheorie (Darwin) untersucht die Entwicklung von biologischen Arten und stellt diese als Ergebnis von Wachstum der Art (Überproduktion von Nachkommen) und Selektion dar. In der Physiologie lässt sich Wachstum durch die Differenz zwischen dem Aufbau von Stoffen (Anabolismus) und dem Abbau von Stoffwechselprodukten (Katabolismus) ansehen.
Wachstum kommt zustande durch:
- Hyperplasie: Die Anzahl der Zellen eines Organismus nimmt insbesondere durch Zellteilung zu.
- Hypertrophie: Die Größe der Zellen an sich nimmt zu.
- Die extrazelluläre Matrix gewinnt an Größe.

Bedingung für das (positive) Wachsen ist ein ausreichendes Nahrungsangebot. Biologisches Wachstum funktioniert hormongesteuert. Bei Wirbeltieren sind dafür hauptsächlich die Hormone Somatropin und Thyroxin verantwortlich, bei Pflanzen hingegen die Phytohormone. Die Wissenschaft, die sich mit dem Wachstum von Menschen auseinandersetzt, heißt Anthropometrie. Beim Menschen und anderen Individuen findet körperliches Wachstum lediglich in der Kindheit bis ungefähr zur Pubertät statt. Die Zuwachsrate verschiedener Körperteile und Organe geschieht nicht 1:1, was teilweise zu einer Verschiebung der Proportionen führt (allometrisches Wachsen). Im Erwachsenenalter (Erwachsener) spricht man von Homöostase, wenn anabole und katabole Prozesse im Gleichgewicht stehen. Wird zu viel Energie zugeführt, wird diese in Form von Fett gespeichert, sodass zwar die Größe des lebenden Körpers weiter zunimmt (siehe Zivilisationskrankheit Adipositas).

### Wirtschaft bzw. Ökonomie

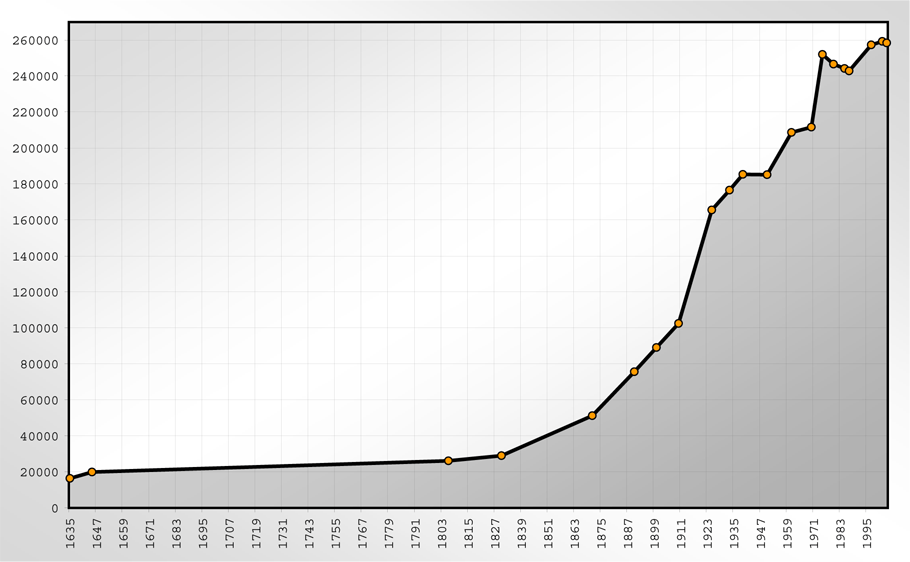
Bevölkerungsentwicklung von Augsburg als Beispiel für ein reales Wachstum, das dem Verlauf der logistischen Funktion nahe kommt.

Im weitesten Sinn beschreibt Wachstum die Zu- bzw. Abnahme einer wirtschaftlichen Größe im Zeitverlauf. Dies bezieht sich zum einen auf die zahlenmäßige Zunahme von Individuen wie z. B. die Bevölkerungsentwicklung und zum anderen auf die Zunahme der wirtschaftlichen Leistungsfähigkeit einer Volkswirtschaft. Unter Wirtschaftswachstum im engeren Sinn versteht man die Änderung des Bruttoinlandsprodukts (BIP) von einer Periode zur nächsten, sprich die Steigerung der inländischen Produktion. Dies kann entweder durch eine verbesserte Auslastung vorhandener Produktionskapazitäten oder durch Hinzunahme neuer Produktionskapazitäten geschehen. Wirtschaftswachstum kann unter quantitativen Aspekten (z. B. die rein mengenmäßige Zunahme des BIP) und unter qualitativen Gesichtspunkten (z. B. die Steigerung der Lebensqualität) betrachtet werden, wobei die Messung von letzterer Größe mit Schwierigkeiten verbunden ist. Seit 1967 ist wirtschaftliches Wachstum auch politisch verankert im Gesetz zur Förderung der Stabilität und des Wachstums der Wirtschaft. Weiterhin befassen sich ökonomische Theorien mit der Untersuchung von Veränderungsprozessen bei vielfältigen wirtschaftlichen Entwicklungen. Insbesondere geht es um die Frage, welche Voraussetzung das jeweilige Wachstum determinieren.

### Ökologie
Im Zuge der Diskussion über Umweltschutz und Nachhaltigkeit nimmt die Betrachtung von Wachstums- bzw. Abnahmeprozessen, insbesondere von zivilisationsökologischer und humanökologischer Größen zu. Dies dient insbesondere dazu Handlungsalternativen im Umgang mit der Umwelt zu erarbeiten. Beispiele sind Betrachtung des Treibhauseffekts, Veränderungen von knappen Ressourcen wie Wasser, Steigerung der Umweltverschmutzung.